# Fiorela Duranda
Fiorela Duranda (San Martín, Buenos Aires, Argentina, 5 de junio de 2008) es una actriz adolescente argentina.

## Carrera
Comenzó su formación actoral en el diferentes escuelas y talleres de teatro de su barrio. Los primeros pasos de su carrera los dio en el mundo de la publicidad, realizando gran cantidad de campañas para Argentina y el resto del mundo, también se desempeña como Modelo en gráficas de indumentaria y calzado, como curiosidad, Fiorela siendo una niña de tan solo 2 años ya había desfilado en pasarelas. A los 5 años hizo su primera participación en una Película como Antonella Roccuzzo en la película Messi (película de 2014) y a los 7 años ganó el Premio a la Mejor Actriz Secundaria en el Buenos Aires Rojo Sangre por su rol en la película Ataúd Blanco de Daniel de la Vega donde interpretó a una niña secuestrada por una Secta, desde entonces participó en más de 10 películas, series y telenovelas. 
En 2019 ganó el premio a Mejor Actriz Infantil/Juvenil (ORO) en Independient Shorts Award (Los Ángeles) y Mejor Actriz Infantil/Juvenil (ORO) en Festival de Cine IndieX (Los Ángeles)		por el Cortometraje que protagonizó "Who are you?".
En enero de 2023 participó como Jurado Internacional del Nox Film Fest de Salto, Uruguay. 
Actualmente está desarrollando su carrera artística en cine, teatro y televisión.

## Cine
| Año  | Título                                    | Personaje          | Director/a                        |
| ---- | ----------------------------------------- | ------------------ | --------------------------------- |
| 2024 | La chica más rara del mundo 2             | Sara               | Mariano Cattaneo                  |
| 2022 | NICO                                      | Lita               | Salomón Reyes                     |
| 2022 | Mete miedo                                | Fátima (niña)      | Néstor Sánchez Sotelo             |
| 2021 | Pueblo chico                              | Julieta            | Alejo di Paola                    |
| 2019 | D. P. A. 3 - Uma Aventura no Fim do Mundo | Juanita            | Mauro Ribeiro de Lima             |
| 2017 | Eterno paraíso                            | Esperanza niña     | Walter Becker                     |
| 2017 | Bruja                                     | Belén niña         | Marcelo Páez-Cubells              |
| 2017 | Natacha, la película                      | Teresa (Las Coral) | Fernanda Ribeiz y Eduardo Pinto   |
| 2017 | Cantantes en guerra                       | Stella             | Fabián Forte                      |
| 2016 | Hipersomnia                               | Melisa niña        | Gabriel Grieco                    |
| 2015 | El muerto cuenta su historia              | Antonella          | Fabián Forte                      |
| 2015 | Ataúd blanco                              | Rebeca             | Daniel de la Vega                 |
| 2015 | Francisco: El padre Jorge                 | María Elena        | Beda Docampo Feijóo               |
| 2014 | La larga noche de Francisco Sanctis       | Emilia             | Natalia Testa y Francisco Marquez |
| 2014 | Messi                                     | Antonella Roccuzzo | Álex de la Iglesia                |

## Televisión
| Año  | Título                     | Personaje                 | Canal     |
| ---- | -------------------------- | ------------------------- | --------- |
| 2018 | Cien días para enamorarse  | Julieta Fernández Sosa    | Telefe    |
| 2018 | Sandro de América          | Laura                     | Telefe    |
| 2017 | Las Estrellas              | Melisa                    | El Trece  |
| 2017 | Laboratorio de Superhéroes | Pequeña Superheroína      | Paka Paka |
| 2016 | Educando a Nina            | Nina y Mara Niñas         | Telefe    |
| 2013 | Dulce amor                 | Hija de Marcos y Victoria | Telefe    |
| 2012 | Historia clínica           | Egle                      | Tele      |

## Teatro
| Año       | Título                 | Personaje     | Director/a       |
| --------- | ---------------------- | ------------- | ---------------- |
| 2022      | Como un Acuario        | Allegra       | Nacho Medrano    |
| 2020/2021 | Leonardo               | Mía           | Claudio Salama   |
| 2019      | Papá por Dos           | Emma          | Sebastián Vitale |
| 2016      | Panam y Circo          | Bailarina     | Laura Franco     |
| 2016      | Doña Rosita la Soltera | Rosita (niña) | Hugo Urquijo     |

## Cortometrajes
| Año  | Título                             | Personaje | Director/a           |
| ---- | ---------------------------------- | --------- | -------------------- |
| 2020 | Noche de Paz 2                     | Hija      | Pedro Levati         |
| 2019 | Manos                              | Sofia     | Luciano Donoso       |
| 2019 | Who are you?                       | Ámbar     | Manuel (Peta) Rivero |
| 2019 | Detective Langa (Proyecto en 360°) | Anake     | Tetsuo Lumiere       |
| 2017 | Por que te vas                     | Niña      | Fabio Vallarelli     |
| 2017 | Matemáticas                        | Hija      | Tetsuo Lumiere       |
| 2016 | Papá x2                            | Emma      | Sebastián Vitale     |
| 2016 | La voz de mamá                     | Belén     | Mariano Cattaneo     |
| 2016 | Noche de paz                       | Hija      | Pedro Levati         |
| 2015 | Sofia                              | Sobrina   | Pablo Crespo         |
| 2014 | Al sur de la Navidad               | Nieta     | Juan Pablo Anselmi   |

## Videoclip
| Año  | Título         | Banda           |
| ---- | -------------- | --------------- |
| 2017 | Cómo tú        | Luciano Pereyra |
| 2017 | Wow            | Never Taxi      |
| 2015 | Mami hace ommm | Panam           |
| 2013 | Forever        | EA.             |
| 2013 | Dame un Beso   | Naifeel         |
| 2012 | Plaf Plaf      | Luskry          |

## Premios
| Año  | Premio                                  | Categoría                           | Trabajo Nominado | Resultado |
| ---- | --------------------------------------- | ----------------------------------- | ---------------- | --------- |
| 2019 | Independient Shorts Award (Los Ángeles) | Mejor Actriz Infantil/Juvenil (ORO) | Who are you?     | Ganadora  |
| 2019 | Festival de Cine IndieX (Los Ángeles)   | Mejor Actriz Infantil/Juvenil (ORO) | Who are you?     | Ganadora  |
| 2016 | BARS                                    | Mejor Actriz Secundaria             | Ataúd Blanco     | Ganadora  |

## Participación en Festivales
| Año  | Festival      | País    | Participación        |
| ---- | ------------- | ------- | -------------------- |
| 2023 | NOX FILM FEST | Uruguay | Jurado Cortometrajes |